# Wahlen 1916
◄◄ | ◄ | 1912 | 1913 | 1914 | 1915 | Wahlen 1916 | 1917 | 1918 | 1919 | 1920 | ► | ►►

Weitere Ereignisse
Folgende Wahlen fanden 1916 statt:
- am 1. und am 3. Juli die Parlamentswahl in Finnland 1916
- am 7. November Präsidentschafts- und Senatswahl in den Vereinigten Staaten.
- 7. November: Gouverneurswahl in Massachusetts 1916